# Siegfried Köhler (cyclisme)
Pour les articles homonymes, voir Siegfried Köhler et Köhler.
Siegfried Köhler (né le 6 octobre 1935 à Forst) est un coureur cycliste allemand. Il a notamment été médaillé d'argent de la poursuite par équipes des Jeux olympiques de 1960, médaillé de bronze du championnat du monde de poursuite amateur en 1960, et plusieurs fois champion de RDA en poursuite individuelle, par équipes, et en course à l'américaine.

## Palmarès

### Jeux olympiques
- Melbourne 1956
  - Éliminé au premier tour de la poursuite par équipes
- Rome 1960
  -  Médaillé d'argent de la poursuite par équipes

### Championnats du monde
- Leipzig 1960
  -  Médaillé de bronze de la poursuite amateur

### Championnats nationaux
- Champion de RDA de poursuite par équipes en 1961, 1962, 1963, 1964, 1966
- Champion de RDA de l'américaine en 1958, 1961, 1963, 1965, 1966, 1967
- Champion de RDA de poursuite en 1956, 1957, 1958, 1959